# James Clavell
James Clavell (Sídney, 10 de octubre de 1921-Vevey, Suiza, 7 de septiembre de 1994) fue un novelista y guionista conocido por sus novelas Shōgun, Tai-pan y El rey de las ratas, así como la película The Great Escape.

## Biografía
James Clavell nació en Sídney, Australia (algunas fuentes citan que nació en el Reino Unido y fue llevado a Australia a temprana edad) y fue bautizado como Charles Edmund Dumaresq de Clavelle.
Su padre fue un oficial de la Marina Real por lo que fue educado en diferentes lugares del mundo.
En 1940, a la edad de 16 años, se unió a la Artillería Real Británica y fue enviado a Malasia para luchar contra los japoneses. Fue herido por una ametralladora, capturado y enviado a un campo de prisioneros japonés en la Isla de Java. Después fue transferido a la prisión de Changi cerca de Singapur. 
Como la mayoría de prisioneros de guerra, sufrió los malos tratos de sus captores japoneses, aunque la mayoría de los guardias eran coreanos. Sus experiencias en estos campos constituyeron la base de su primera novela, El Rey de las Ratas, publicada en 1962. Sin embargo, todas estas malas experiencias no interfirieron negativamente para que escribiera sobre la cultura japonesa en su novela Shogún.
Para 1946 logró el rango de capitán pero un accidente en motocicleta terminó con su carrera militar. Ingresó en la Universidad de Birmingham donde conoció a April Stride, una actriz, con quien se casaría en 1951. Por ella se introdujo en la industria del cine y desarrolló su interés en volverse director. Se mudó con su familia a Nueva York en 1953, donde trabajó en televisión y después en Hollywood. 
Finalmente fue ganando fama como guionista con sus películas como La Mosca y Watusi. Fue coescritor de la clásica película La Gran Evasión (The Great Escape), con lo que ganó gran reputación en Hollywood. Para 1959 producía y dirigía sus películas.
En 1963 se naturalizó ciudadano de los Estados Unidos. 
Murió de un ataque al corazón mientras luchaba contra el cáncer, en Suiza en 1994, un mes antes de cumplir 73 años.

## Obras

### Películas
- La mosca (1958) (guionista)
- Watusi (1959) (guionista)
- Cinco puertas al infierno (1959) (guionista y director)
- Camina como un dragón (1960) (guionista y director)
- La gran evasión (1963) (coguionista)
- Escuadrón 633 (1964) (coguionista)
- El bicho de Satán (1965) (coguionista)
- Rebelión en las aulas (1966) (guionista y director)
- Lo dulce y lo amargo (1967) (guionista y director)
- ¿Dónde está Jack? (1968) (director)
- El último valle (1970) (guionista y director)
- Shogun miniserie (1980)
- La Casa Noble miniserie (1988)

Tai-Pan y El rey de las ratas han sido adaptadas al cine, aunque Clavell no participó en el guion.

### Novelas
La saga asiática
- El rey de las ratas (1962): Historia en un campo de prisioneros de guerra japonés en 1945.
- Tai-Pan (1966): Surgimiento de Hong Kong en 1841.
- Shogun (1975): El Japón feudal del siglo XVII.
- La casa noble (1981): El Hong Kong en el año 1963.
- Torbellino (1986): Historia desarrollada en Irán en 1979.
- Gai-Jin (1993): Historia desarrollada en Japón en 1862.

Hasta el año 2006 Torbellino y Gai-Jin son las únicas novelas de Clavell que no han sido adaptadas al cine o para miniseries.

### Otros libros
- La historia de los niños (1980)
- El arte de la guerra: traducción del famoso libro de Sun Tzu (1983)
- Thrump-O-Moto (1986)
- Escape (1994): Saga de la novela Torbellino